# (690) Wratislavia
(690) Wratislavia es un asteroide que forma parte del cinturón de asteroides y fue descubierto el 16 de octubre de 1909 por Joel Hastings Metcalf desde el observatorio de Taunton, Estados Unidos.

## Designación y nombre
Wratislavia recibió inicialmente la designación de 1909 HZ.
Más tarde, se llamó con el nombre latinizado de la actual ciudad polaca de Breslau.

## Características orbitales
Wratislavia orbita a una distancia media del Sol de 3,146 ua, pudiendo acercarse hasta 2,574 ua. Su inclinación orbital es 11,26° y la excentricidad 0,182. Emplea 2038 días en completar una órbita alrededor del Sol.